# Piero Messina

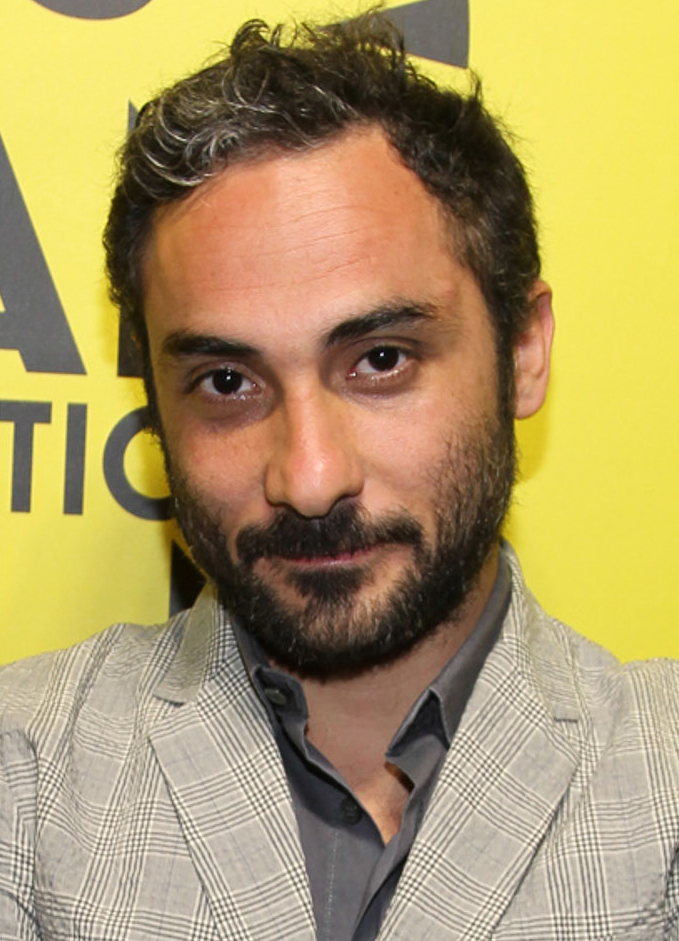
Piero Messina auf dem Miami Film Festival 2019 (Foto: David Heischrek)

Piero Messina (* 30. April 1981 in Caltagirone) ist ein italienischer Filmregisseur und Drehbuchautor.

## Leben
Piero Messina wurde 1981 in der sizilianischen Stadt Caltagirone geboren. Er erhielt eine Ausbildung in Drama, Art and Music Studies an der Università di Bologna und erwarb 2012 einen Abschluss im Fach Regie am Centro Sperimentale di Cinematografia der Scuola Nazionale di Cinema in Rom.
Sein Kurzfilm Terre, zu dem er auch die Musik beisteuerte, wurde im Mai 2012 bei den Filmfestspielen in Cannes in der Sektion Cinéfondation gezeigt. Der erste Spielfilm, bei dem Messina Regie führte, war L’attesa mit Juliette Binoche und Lou de Laâge in den Hauptrollen. Der Film wurde im September 2015 bei den Internationalen Filmfestspielen von Venedig im Wettbewerb vorgestellt. Hiernach führte er bei Fernsehserie wie Valorose, Suburra und L’Ora – Worte gegen Waffen Regie. Sein Film Another End mit Renate Reinsve und Gael García Bernal in den Hauptrollen feierte im Februar 2024 bei den Internationalen Filmfestspielen Berlin seine Premiere.

## Filmografie
- 2010: La porta (Kurzfilm, Regie und Drehbuch)
- 2012: Terra (Kurzfilm, Regie und Drehbuch)
- 2015: L'attesa (Regie und Drehbuch)
- 2019: Valorose (Fernsehserie, Regie)
- 2019: Suburra – La serie (Fernsehserie, Regie bei 3 Folgen)
- 2022: L’Ora – Worte gegen Waffen (Fernsehserie, Regie)
- 2024: Another End (Regie und Drehbuch)

## Auszeichnungen
David di Donatello
- 2016: Nominierung als Bester Nachwuchsregisseur (L'attesa)[4]

Internationale Filmfestspiele von Venedig
- 2015: Nominierung für den Goldenen Löwen (L'attesa)
- 2015: Auszeichnung mit dem Leoncino d'Oro Agiscuola Award (L'attesa)
- 2015: Lobende Erwähnung beim SIGNIS Award (L'attesa)
- 2015: Lobende Erwähnung beim FEDIC Award (L'attesa)
- 2015: Nominierung für den Green Drop Award (L'attesa)

London Film Festival
- 2015: Nominierung im First Feature Competition (L'attesa)[5]